# 地莫镇
地莫镇，原为地莫乡，是中华人民共和国四川省凉山彝族自治州昭觉县下辖的一个乡镇级行政单位。2021年1月12日，撤销大坝乡和地莫乡，设立地莫镇。以原大坝乡和原地莫乡所属行政区域为地莫镇的行政区域。

## 行政区划
地莫镇下辖以下地区：
拉莫舍得村、马洛洛呷村、特洛莫村、俄苦村、瓦古村、波左村和巴尔村。